# Philippe Ier de Courtenay
Philippe Ier de Courtenay, né en 1243, mort en 1283, empereur titulaire de Constantinople (1273-1283), fils de Baudouin II de Courtenay, dernier empereur latin de Constantinople, et de Marie de Brienne.
Afin d'obtenir le soutien du roi de Sicile Charles Ier d'Anjou, son père lui fait épouser en 1267 Béatrice de Sicile, fille de Charles Ier. Ils n'ont qu'une fille, Catherine (1274-1307), qui épouse Charles de Valois.
Charles d'Anjou lui attribue une importante pension qui lui permet d'avoir une suite en fonction de son rang, mais il ne représente en fait qu'une carte dans la politique méditerranéenne du roi.